# Valerio Bacigalupo
Valerio Bacigalupo (Vado Ligure, 12 februari 1924 – Superga, 4 mei 1949) was een Italiaans voetballer die speelde als doelman. Hij werd beschouwd als een van de eerste moderne voetballers en een van de beste keepers van zijn generatie. Hij stond bekend om zijn sterke lichaamsopbouw, grote reactievermogen en atletische duikreddingen.

## Carrière
Bacigalupo begon zijn professionele carrière bij Savona 1907. Na een korte periode bij Genoa stapte hij in 1945 over naar Torino, waarmee hij vier Serie A-titels op rij won.
Bacigalupo werd tussen 1947 tot met 1949 vijf keer opgeroepen voor het Italiaanse nationale voetbalteam en maakte zijn internationale seniorendebuut op 14 december 1947. Met zijn ploeg won hij zelfs tegen Tsjecho-Slowakije met 3-1.
Bacigalupo's oudere broer Manlio speelde voor de Tweede Wereldoorlog eveneens professioneel voetbal en trad eveneens op als keeper voor Genoa en Torino.

## Superga-vliegramp
Op 4 mei 1949, tijdens een terugvlucht vanuit Lissabon, ging het mis. Er hing mist boven Turijn en de piloot maakte een vergissing. Het vliegtuig vloog tegen de flanken van de basiliek van Superga aan. Alle 31 inzittenden kwamen bij de Superga-vliegramp om het leven, waardoor er een einde kwam aan het tijdperk van Il Grande Torino.

## Erelijst
- Serie A (4): 1945–46, 1946–47, 1947–48, 1948–49 (Torino FC)
- Torino FC Hall of Fame (1): 2014